# Notopygos albiseta
Notopygos albiseta är en ringmaskart som beskrevs av Holly 1939. Notopygos albiseta ingår i släktet Notopygos och familjen Amphinomidae. Inga underarter finns listade i Catalogue of Life.